# Homoki porhanyósgomba
A homoki porhanyósgomba (Psathyrella ammophila) a porhanyósgombafélék családba tartozó, Ausztrália és az Antarktisz kivételével minden kontinensen előforduló, homokpusztákon, dűnéken élő, nem ehető gombafaj. 

## Megjelenése
A homoki porhanyósgomba kalapja 1-4 cm széles, alakja fiatalon domború majd fokozatosan laposan kiterül, esetleg közepe kissé benyomottá válik. Színe halvány agyagbarna vagy középbarna, idősen sötétbarnává lesz. Nedvesség hatására csak kissé válik sötétebbé. Felülete simának tűnik, de mikroszkopikus méretű szőrökkel borított amikhez hozzátapadhatnak a homokszemek. 
Húsa halványbarna, vékony, törékeny. Íze és szaga nem jellegzetes. 
Lemezei sárán állók és hozzánőttek a tönkhöz. Színük fiatalon halványbarna, később sötétbarnává, sőt szinte feketévé válnak.
Tönkje 3-7 cm magas (de további 2-4 cm még a talajban található) és 0,2-0,5 cm vastag. Alakja karcsú, hengeres. Színe világosszürke vagy halványbarna, felülete sima. Gallérja nincs.
Spórapora sötétbarna, majdnem fekete, esetleg vöröses árnyalattal. A spórák ellipszis alakúak, simák, méretük 10-11 µm × 6-7 µm. 

## Elterjedése és termőhelye
Eurázsiában, Észak-Afrikában, Észak- és Dél-Amerikában honos.
Homokpuszták vagy tengerparti homokdűnék nyílt gyepében él, sokszor a puha homokból kiemelkedve, ahol a fűcsomók korhadékát bontja. Júniustól novemberig terem.  

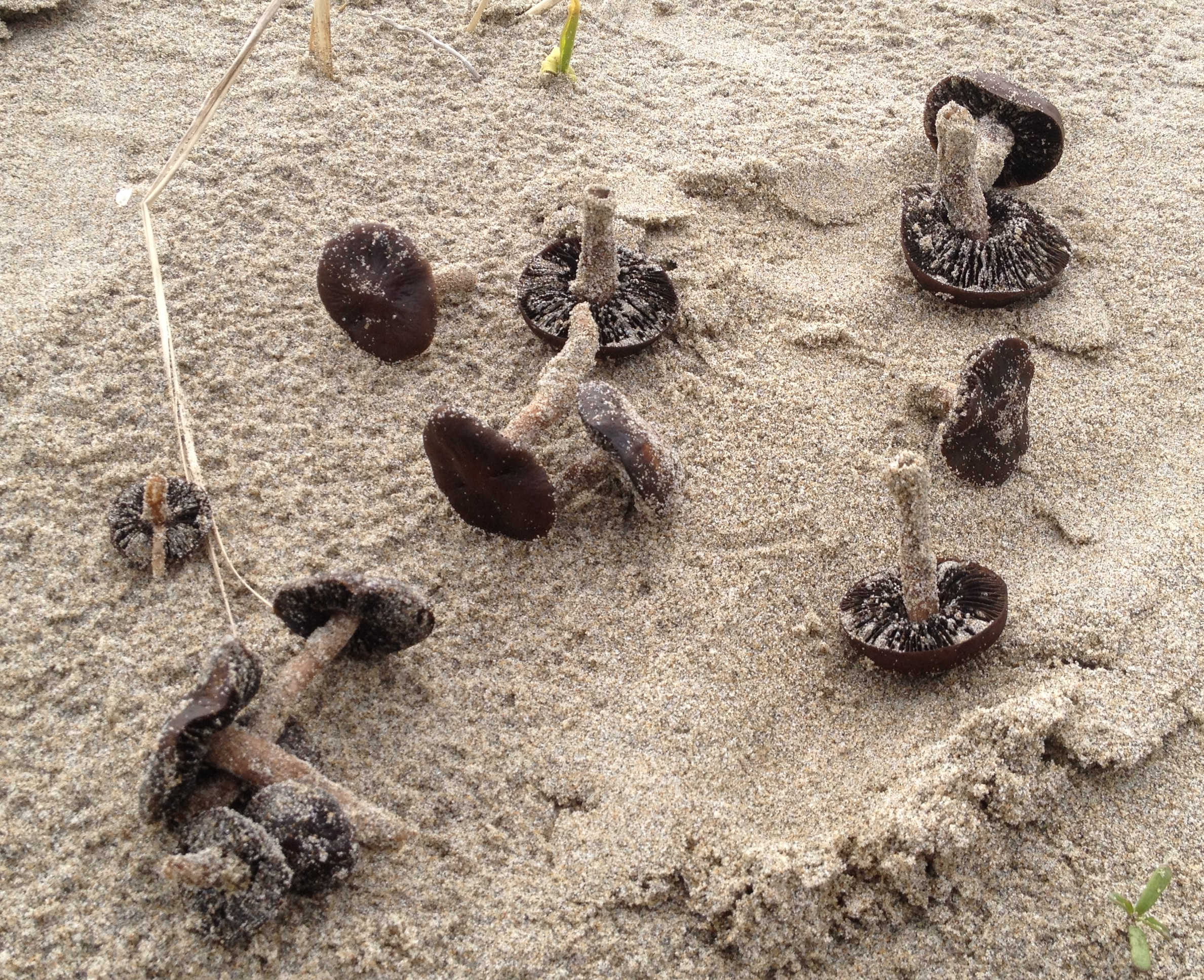
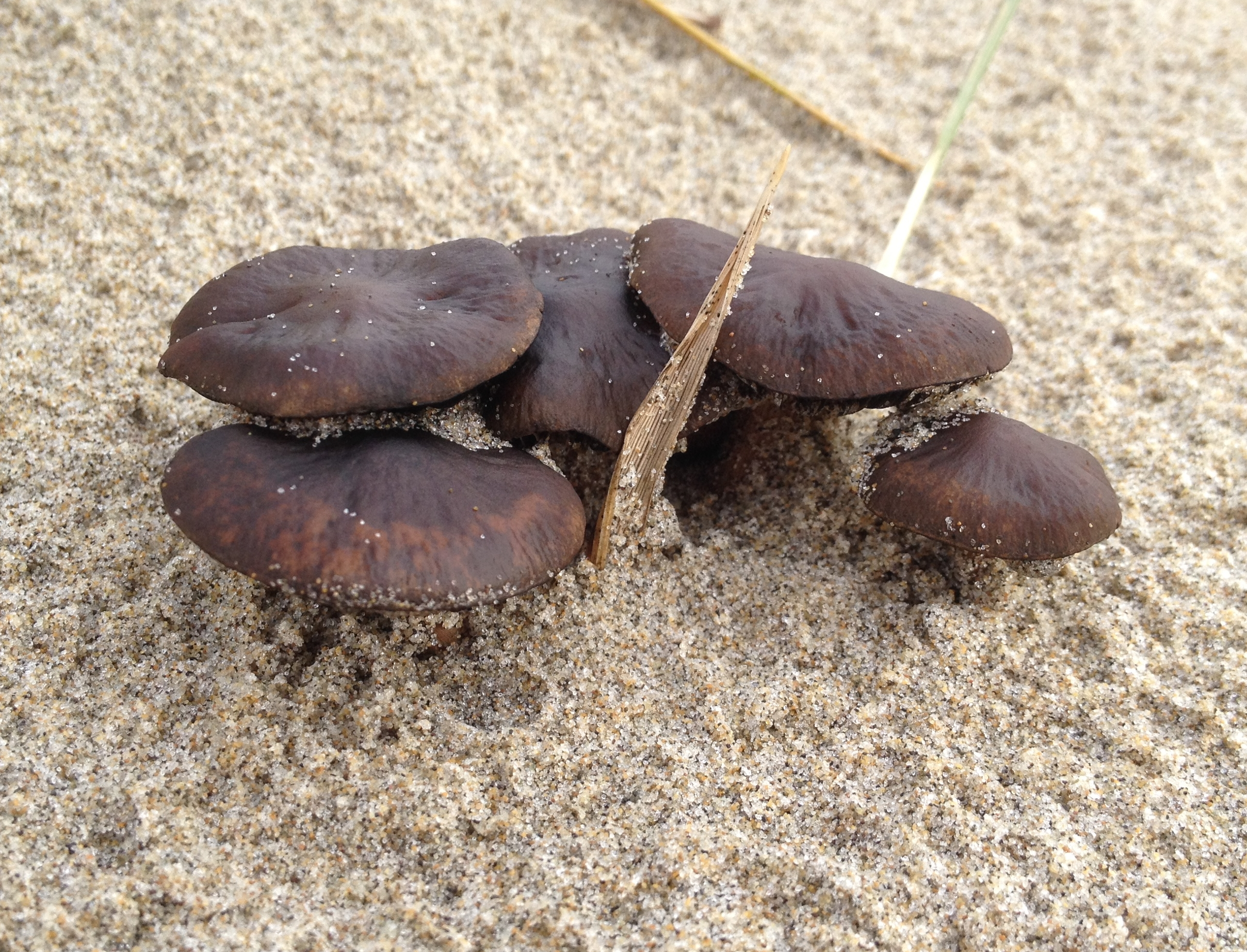
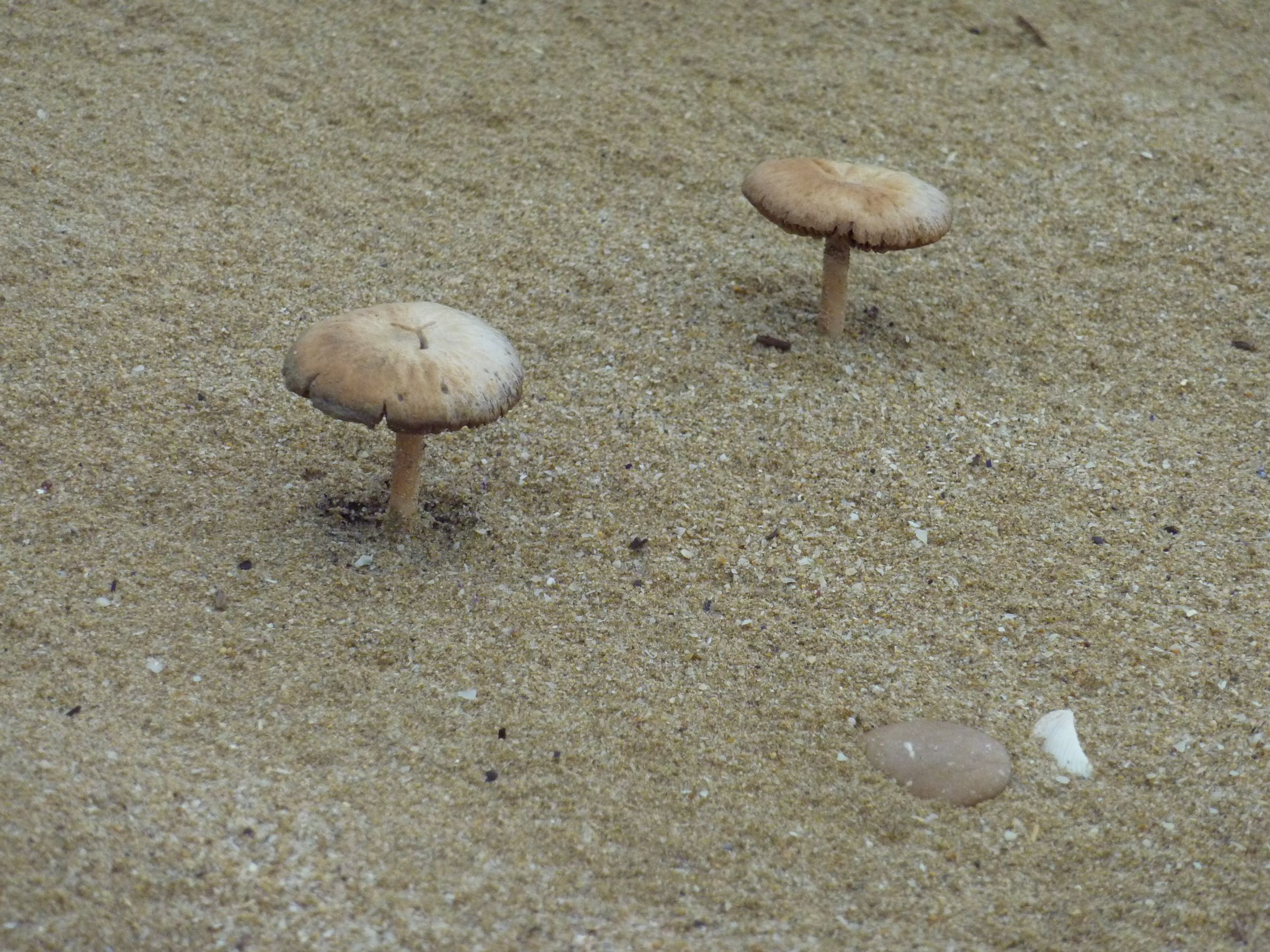
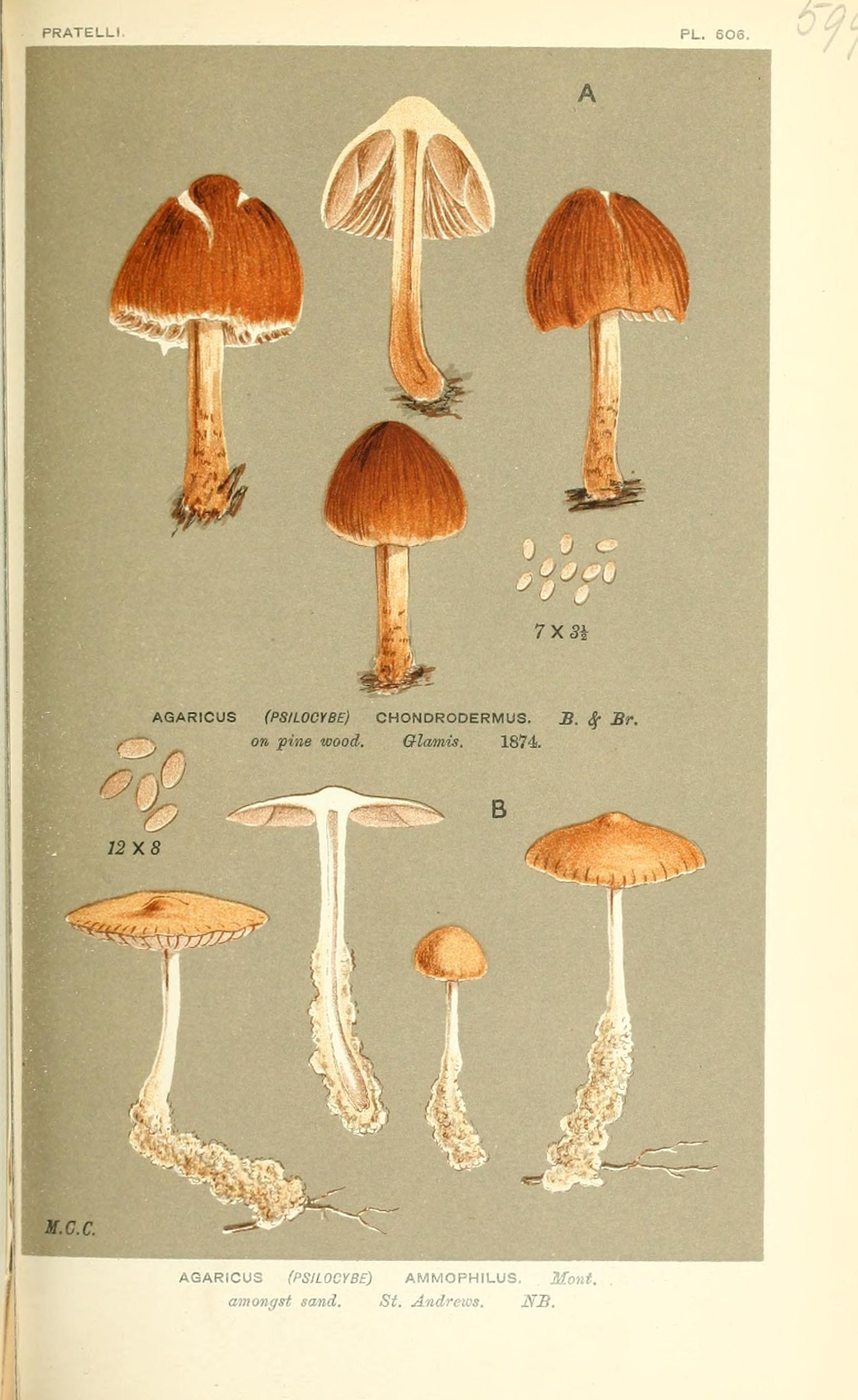

Nem ehető.   